# روسم

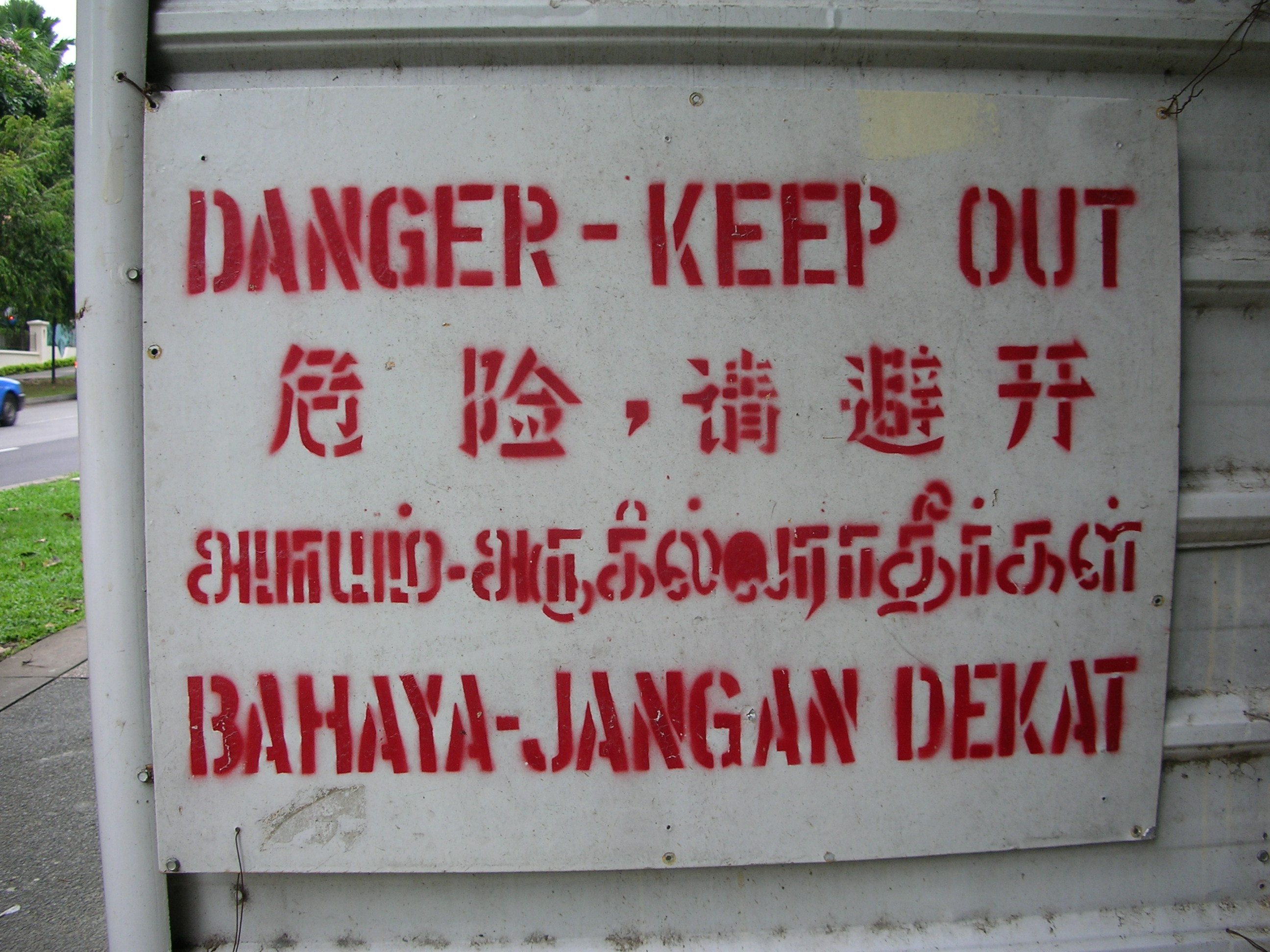
لافتة تحذيرية مكتوبة باستخدام المروسم

الرَّوسم أو الإِسْتِنْسِل هو سطح رقيق من الورق أو اللدائن أو المعدن مُفرغ منها أجزاء على شكل حروف أو تصاميم بواسطة وسيلة مدببة(قد تكون آلة رقن أو قلم رأسه دقيق) أو حادة (سكين أو منشار خاص أو قالب تقطيع بالضغط) وتستخدم لنسخ كتابة أو رسم على سطح ما بأن توضع فوق السطح المراد الرسم عليه ثم توضع الصبغة المراد الرسم بها على ذلك السطح من خلال الأجزاء المفرغة في تلك الصحيفة.
يتميز الروسم بإمكانية استخدامه لمرات عديدة لطباعة نفس الحروف أو التصاميم وبطريقة سريعة.